# Arquitectura romanesa
L'arquitectura romanesa ha estat diversa en totes èpoques: medieval, moderna, d'entreguerres, època comunista i contemporània del segle xxi. A la vegada, cal dir que a Romania també hi ha diferències regionals pel que fa als estils arquitectònics.

## Estils premoderns

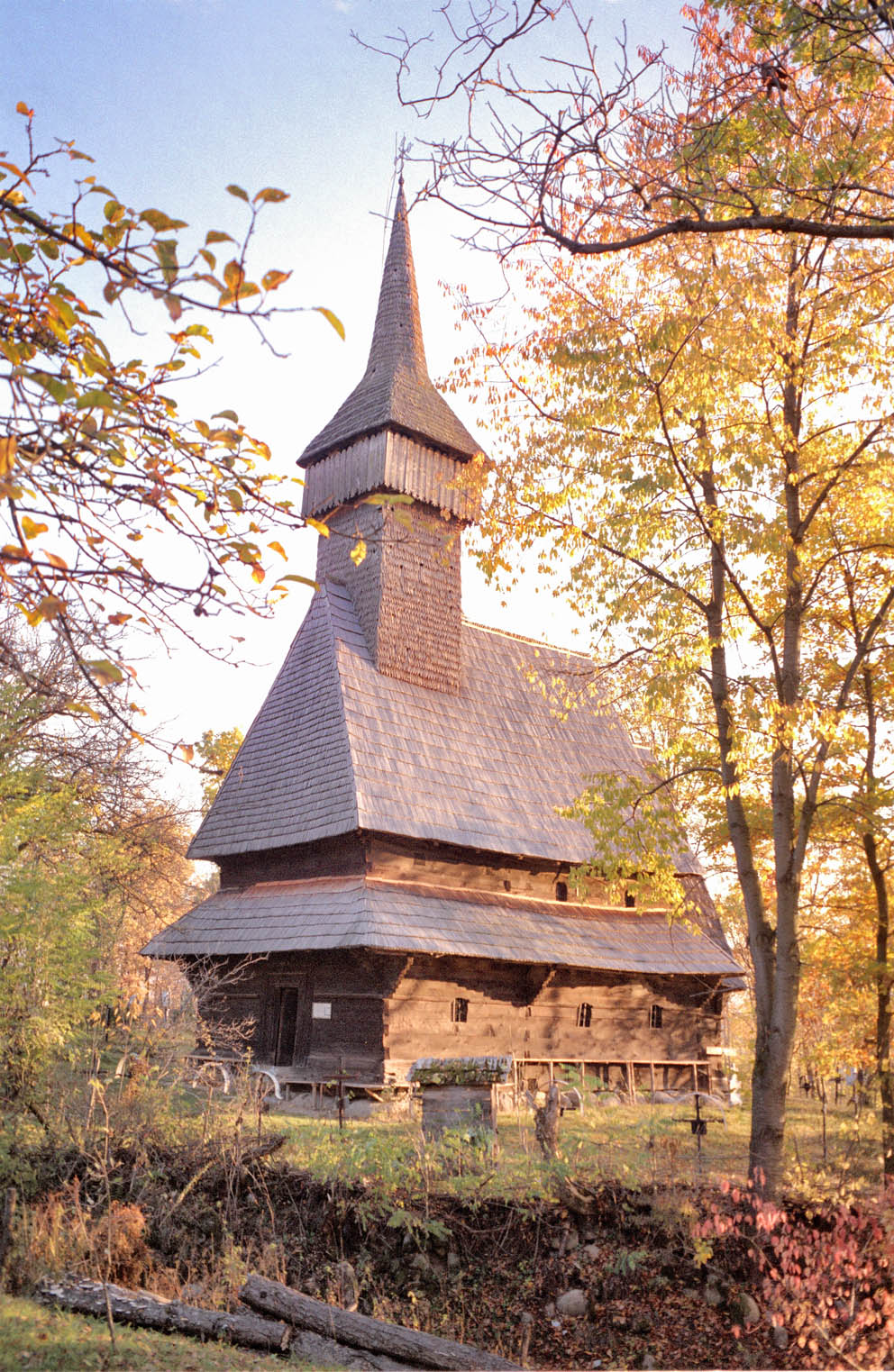
Església de fusta a Maramureş

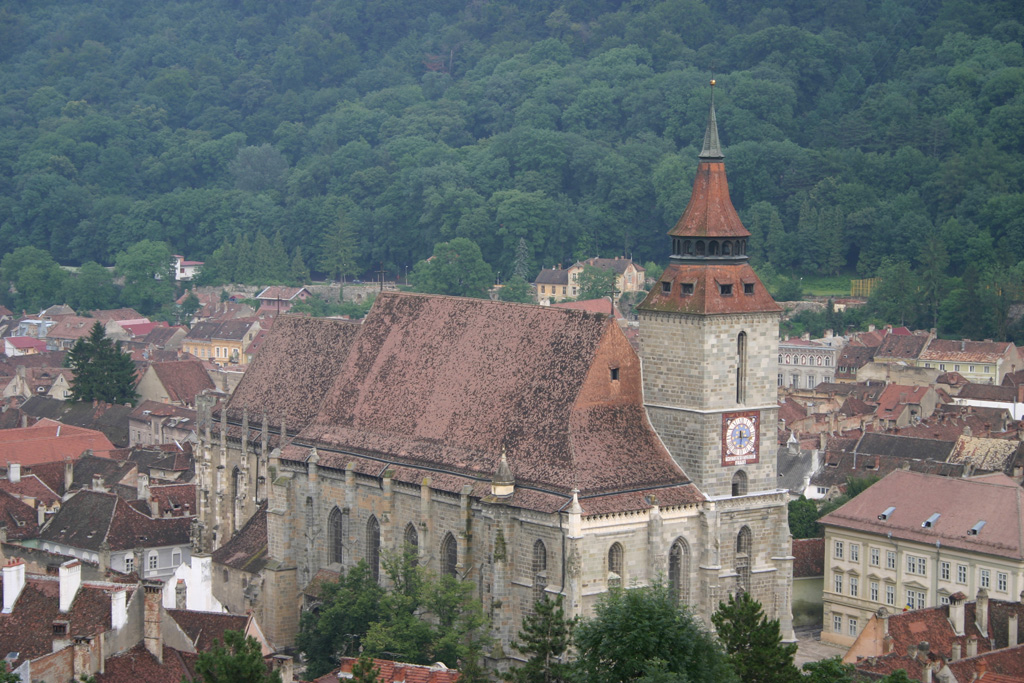
Església Negra a Braşov

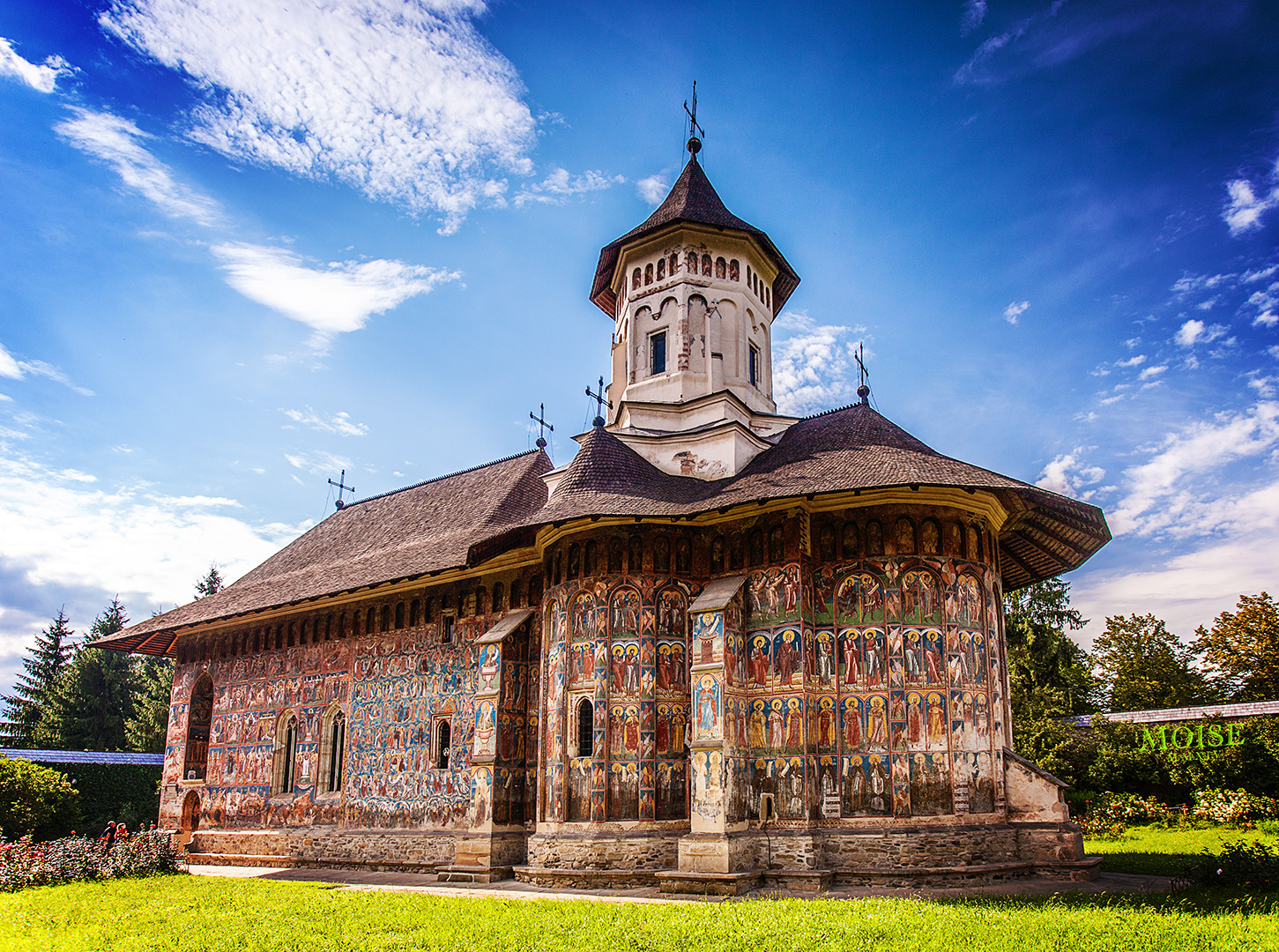
Monestir de Moldovița, al comtat de Suceava

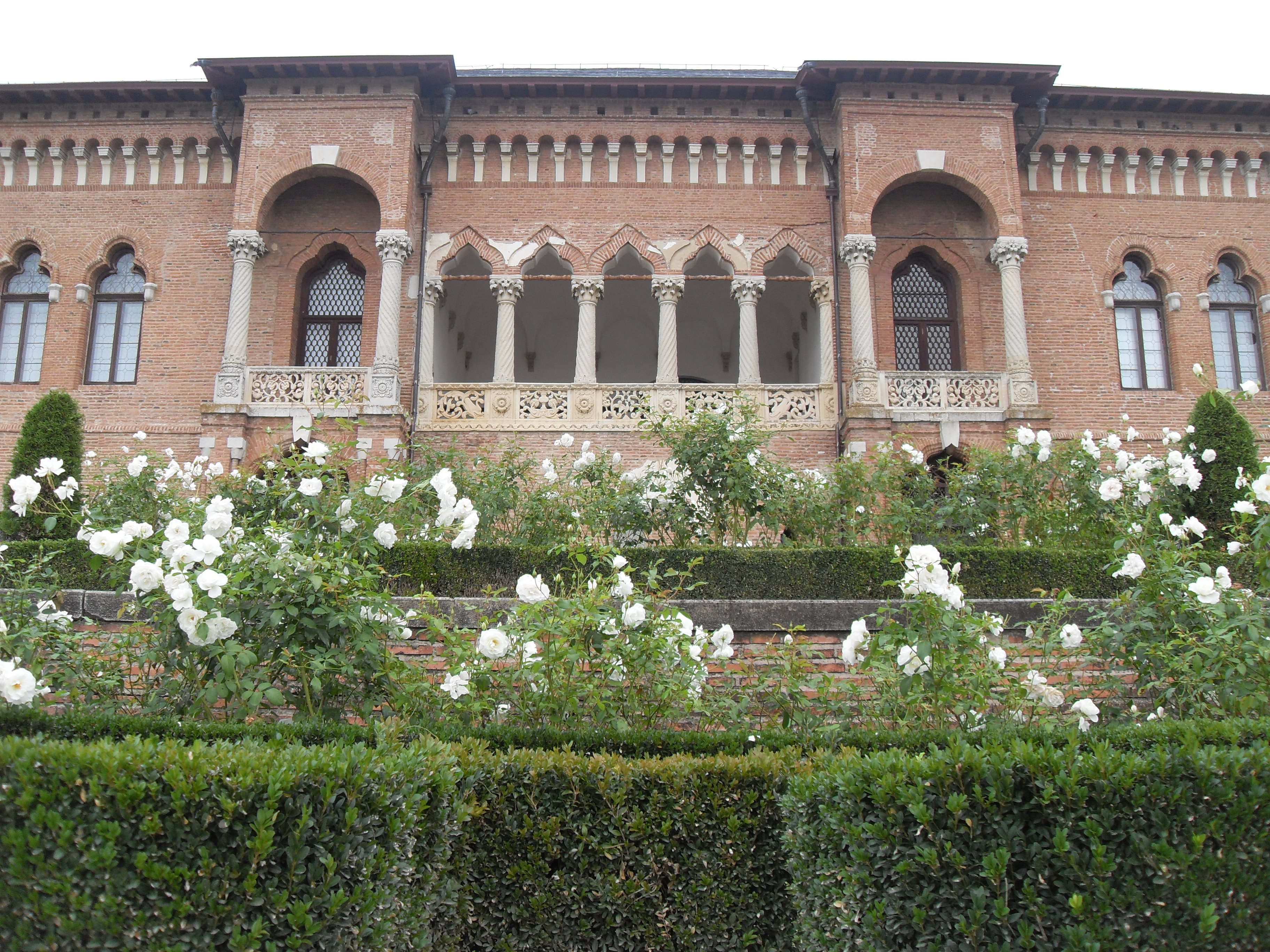
Palau Mogoşoaia

Durant l'edat mitjana a Romania hi va haver dos tipus de construcció que es van desenvolupar de forma paral·lela i diferent tant pel que fa als materials com a la tècnica. El primer és l'arquitectura popular, els èxits més espectaculars de la qual van ser les esglésies de fusta, especialment les dels pobles de Maramureş, Banat i les muntanyes Apuseni, amb una rica tradició minera. A Maramureş, al poble de Surdeşti, la torre de l'església de 54 m d'alçada construïda entre 1721 i 1724 és una de les més altes d'aquest tipus a Europa. El segon consisteix principalment en monestirs, a més de seients principescos o mansions boiares. La majoria dels antics edificis laics van ser destruïts pel temps, les guerres, els terratrèmols i els incendis.
En l'arquitectura medieval, les influències de les tendències occidentals es poden rastrejar, en major o menor mesura, a les tres terres habitades pels romanesos. Aquestes influències són més fortes a Transsilvània i més febles a Moldàvia, en formes absorbides per la tradició local i romana d'Orient A Valàquia, els elements occidentals en l'arquitectura eren encara menys; allà, a partir de l'arquitectura del segle xiv es va basar en l'adaptació local del model romà d'Orient (l'església príncep de Curtea de Arges i el monestir de Cozia).
Hi ha monuments significatius pel que fa a l'estil gòtic transsilvani conservats fins als nostres dies, malgrat totes les alteracions que hagin pogut patir, com l'Església negra de Braşov (segles xiv i xv) i una sèrie d'altres catedrals, així com el castell de Bran al comtat de Braşov (segle xiv), i el castell de Hunyad a Hunedoara (segle XV).
Transsilvània també va desenvolupar àmpliament ciutats fortificades durant l'edat mitjana; el seu creixement urbà respectava els principis de funcionalitat (el patró habitual és un mercat central amb una església, carrers estrets amb laterals enllaçats per arcades): les ciutats de Sighişoara, Sibiu i Braşov són exemples remarcables en aquest sentit. L'arquitectura es va desenvolupar també molt a Moldàvia. Un gran nombre de fortaleses van ser construïdes o reconstruïdes durant el regnat del príncep més gran de Moldàvia, Esteve el Gran (1457-1504). Ciutats com Suceava, Neamţ, Khotin, Soroca entre altres van ser aixecades i van resistir amb èxit els setges establerts al llarg del temps pel sultà Mehmet II, el conqueridor de Constantinoble, sota els regnats de Polònia i Hongria.
Durant aquesta època es va desenvolupar l'estil moldau, de gran originalitat i unitat estilística, barrejant elements gòtics amb l'estructura romana d'Orient específica de les esglésies. Entre aquestes construccions, l'església monumental del Monestir de Neamţ va servir, durant més d'un segle, com a model per a les esglésies i monestirs de Moldàvia. L'estil es va continuar al segle xvi, durant el govern del fill d'Esteve el Gran, Petru Rareş (1527-1538, 1541-1546). La principal innovació va ser el pòrtic i les pintures exteriors (les esglésies dels monestirs de Voroneţ, Suceviţa i Moldoviţa). Aquestes esglésies del nord de Moldàvia s'han fet famoses a tot el món, a causa de la bellesa de les seves elegants formes pintades que es poden veure de lluny.
El segle xvii, el zenit de la civilització romanesa premoderna, va provocar un desenvolupament significatiu de construccions laiques destacades: elegants mansions de boiers o sumptuosos palaus principescos a Moldàvia i Valàquia, castells senyorials d'estil renaixentista a Transsilvània, i l'expansió de grans monestirs. Aquests darrers estaven dotats d'escoles, tallers d'art, impremtes i eren centres culturals significatius. Aquest període pertany l'església del monestir Trei Ierarhi de Iaşi, aixecada entre 1635–1639, monument únic per la seva fastuosa decoració amb motius geomètrics tallats, de colors en lapislàtzuli i làmina daurada, a totes les façanes. L'estil arquitectònic desenvolupat a Valàquia, especialment sota els regnats de Matei Basarab (1632–1654) i Constantin Brâncoveanu (1688–1714), té una notable unitat estilística. L'estil brâncovenesc es caracteritza per la integració de trets barrocs i orientals a la tradició local. Alguns exemples són el monestir de Hurezi, a Oltenia, o el palau principesco de Mogoșoaia, ambdós decorats amb abundància, amb precioses talles de pedra, treballs d'estuc i pintures.
El segle xviii (regla fanariota) va portar a Valàquia i Moldàvia elements d'influència oriental en l'arquitectura civil urbana, on el nombre de construccions religioses va disminuir relativament. A Transsilvània, el barroc dominava tant l'arquitectura religiosa (les esglésies catòliques romanes de Timișoara i Oradea) com l'arquitectura laica (el palau Banffy a Cluj-Napoca i el palau Brukenthal a Sibiu).

## Arquitectura de l'era moderna

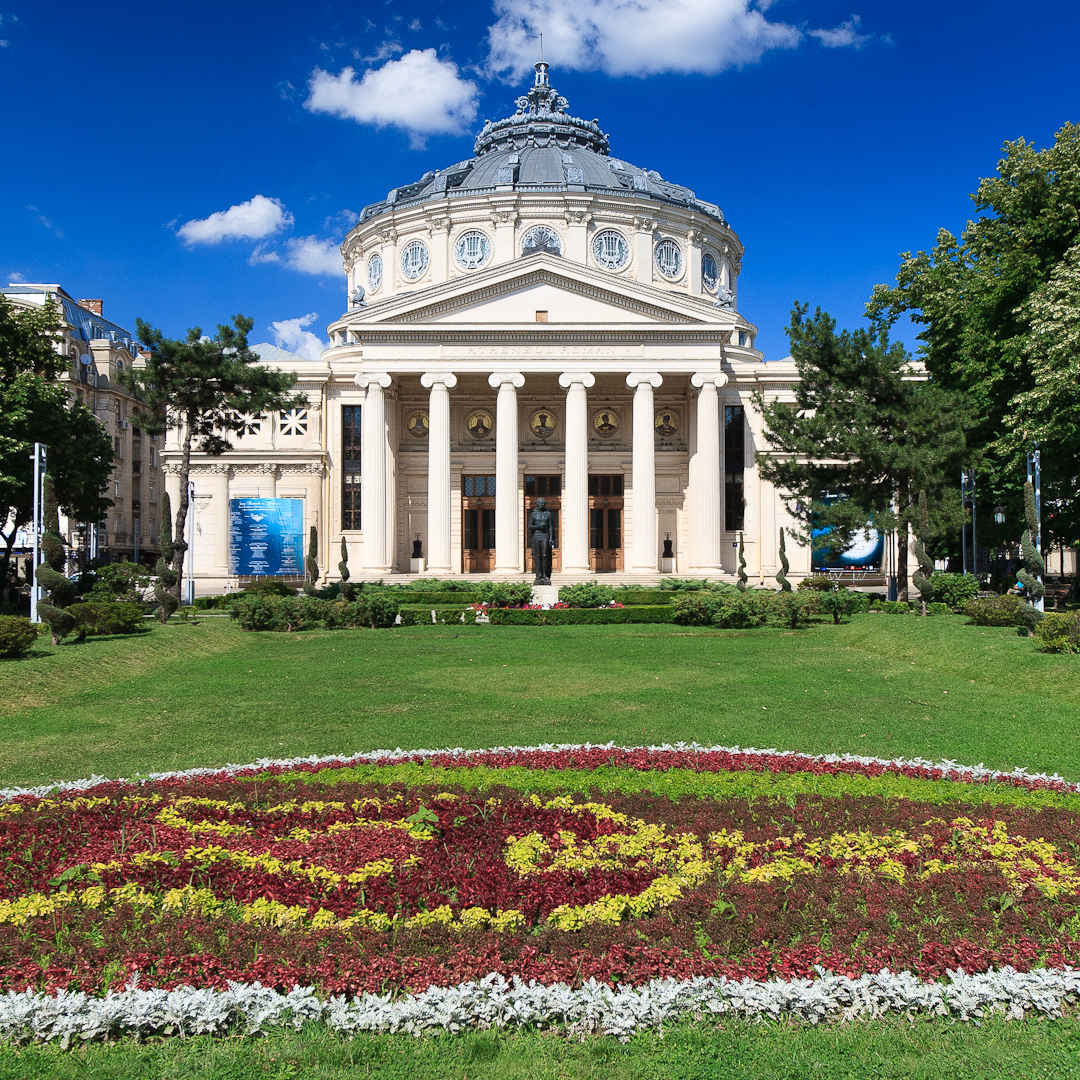
L'Ateneu Romanès, a Bucarest

### Segle XIX
A la primera meitat del segle xix, la vida urbana va créixer considerablement i hi va haver una política de modernització orientada a Occident. Així l'arquitectura de les ciutats romaneses es va convertir en una combinació de romanticisme i elements neoclàssics.
A la segona meitat del segle es va desenvolupar un estil historicista neorumà del romanticisme nacional, utilitzant elements i formes de l'arquitectura popular tradicional i local. Ion Mincu (1852-1912) va ser fundador de les dues tendències i de l'Escola d'Arquitectura de Romania. Les seves obres: Casa Lahovary o la Escola Central de Senyoretes de Bucarest, es troben entre els èxits més destacats del moviment neogòtic conegut localment com a arquitectura neoromanesa i que te en alguns casos influències de l'estil neobizantí.
L'escola romanesa va dissenyar residències i edificis administratius en diversos estils neoclàssics. Un era l'estil clàssic de renaixement, com el Museu Nacional d'Història Natural Grigore Antipa i el Palau Cantacuzino (Museu George Enescu).
Un altre va ser l'eclecticisme francès a l'estil del Segon Imperi com la Biblioteca Universitària Central de Bucarest i el Palau de la Justícia. Durant aquesta època es va erigir l'Ateneu Romanès a l'estil (1886–1888), un dels edificis capitals més famosos. Un altre exemple és el palau Cotroceni de 1888, confiscat durant l'època de Ceaucescu. Els nombrosos edificis d'estil parisenc van iniciar el sobrenom de Bucarest com a "Petit París" .
La industrialització va portar algunes gestes d'enginyeria com el pont del rei Carol I (més tard rebatejat com a pont Anghel Saligny). Construït entre el 1890 i el 1895 al Danubi, quan es va acabar, es va convertir en el pont més llarg d'Europa i el tercer del món.

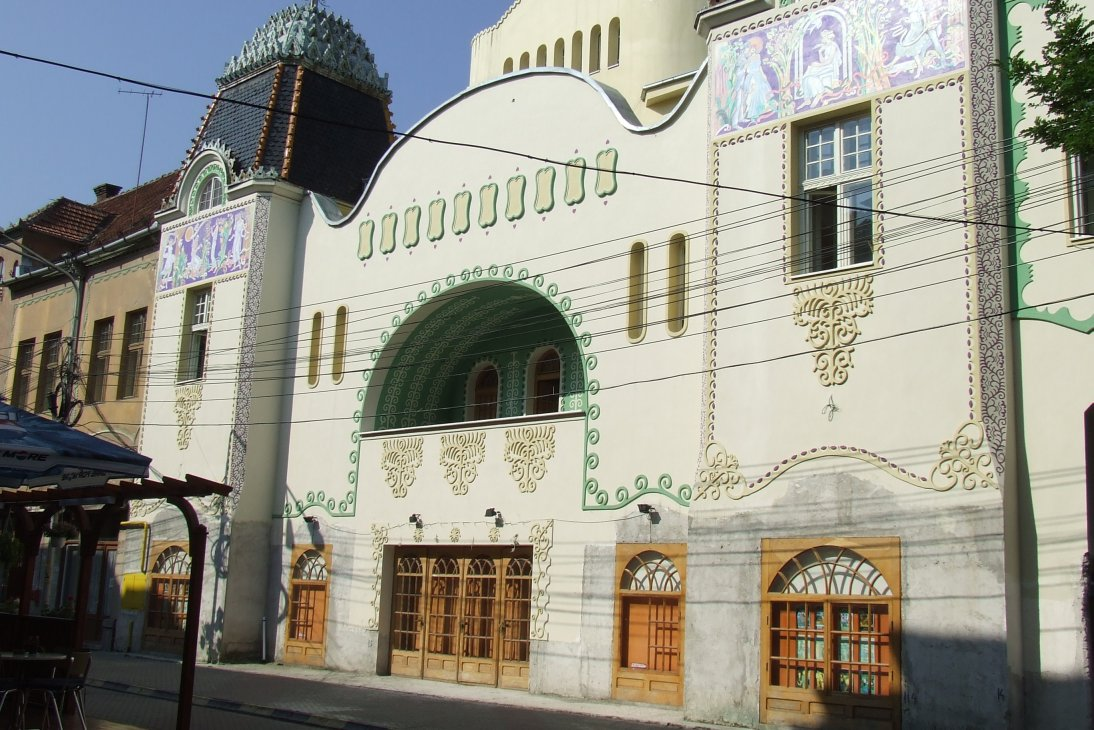
Elements Art Nouveau, Teatre Deva, Deva, Romania.

### Segle XX

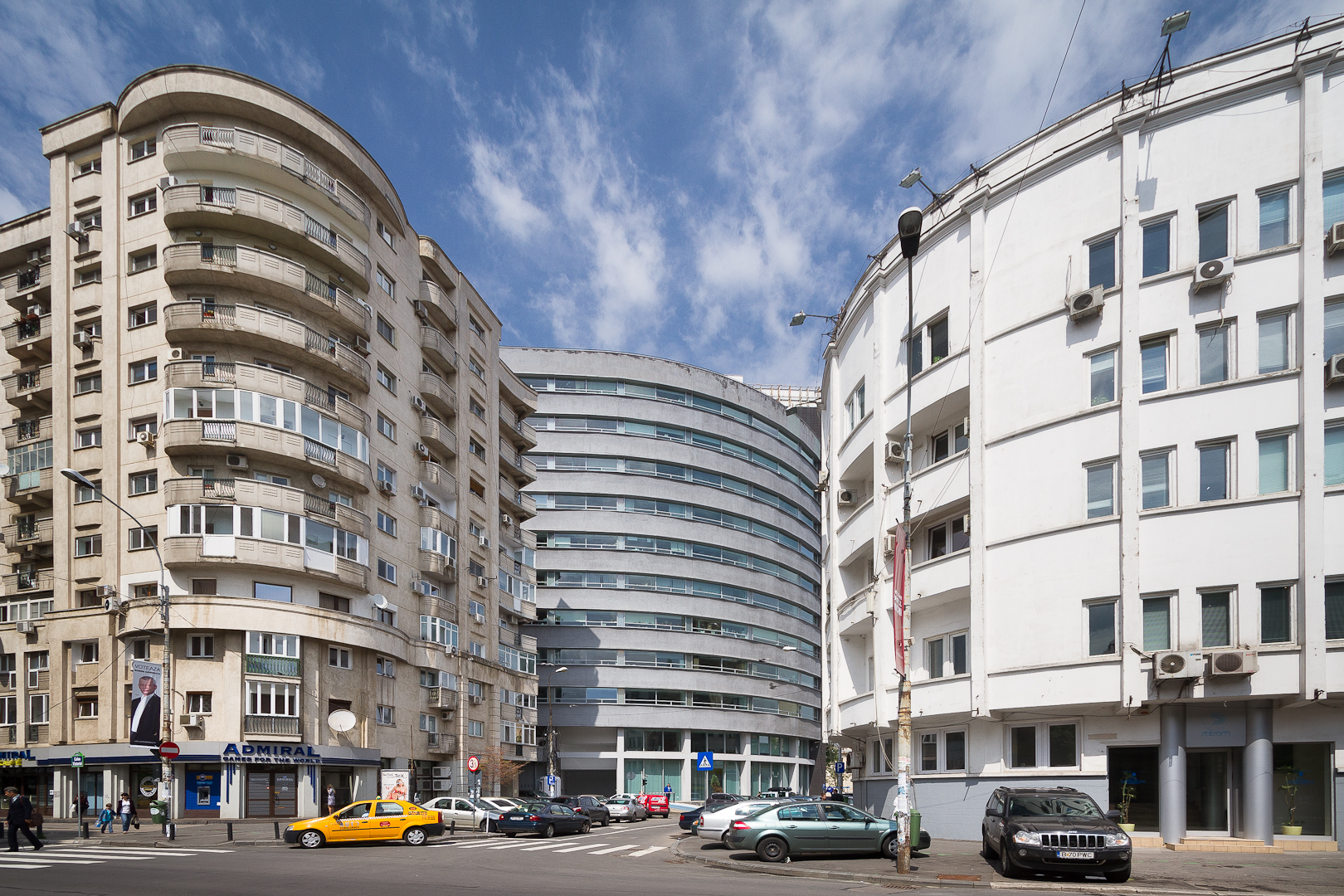
Estil funcionalista, a Bucarest.

A les primeres dècades del segle xx, les ciutats romaneses encara tenien un aspecte contrastat, presentant una forta diferència entre els sumptuosos edificis del centre i els afores gairebé rurals, mentre que els pobles es mantenien, arquitectònicament parlant, principalment sense canvis. Malgrat tot, els primers signes d'urbanisme van aparèixer en alguns districtes urbans (els primers blocs de pisos de dos o tres pisos o cases unifamiliars a dos nivells).
El moviment simbolista a Romania va introduir l'estil Art Nouveau. L'estil Art Deco es va desenvolupar durant el període d'entreguerres, amb exemples com el Palau Telefònic de Bucarest (Palatul Telefoanelor, 1933) i l'antic " Estadi Nacional " (Stadionul ONEF, 1926).
Altres arquitectes importants, com Horia Creanga (1893-1943) i Duiliu Marcu (1885-1966) van destacar pel seu compromís amb les formes senzilles i els estils funcionalistes. Alguns exemples són: l'Estació de ferrocarril Bucarest Nord (București Gara de Nord) i la seu del Banc Nacional de Romania (nou Palau NBR, principis dels anys quaranta).

#### Època comunista
La República Socialista de Romania es va establir el 1947. Gheorghe Gheorghiu-Dej va ser primer ministre de la República des del 1947 fins al 1965. Va començar les polítiques d'industrialització del país, amb el desenvolupament d'infraestructures per a la indústria pesant i la construcció per al reassentament massiu a nous centres industrials i agrícoles allunyats de Bucarest i d'altres ciutats principals.
Abans de mitjan anys setanta, Bucarest, com la majoria de les altres ciutats, es va desenvolupar expandint la ciutat, especialment cap al sud, est i oest. Es van construir barris de dormitoris d'alta densitat als afores de la ciutat. Alguns, com Drumul Taberei, Titan i Giurgiului, tenen un valor arquitectònic i / o urbanístic.

##### Sistematització

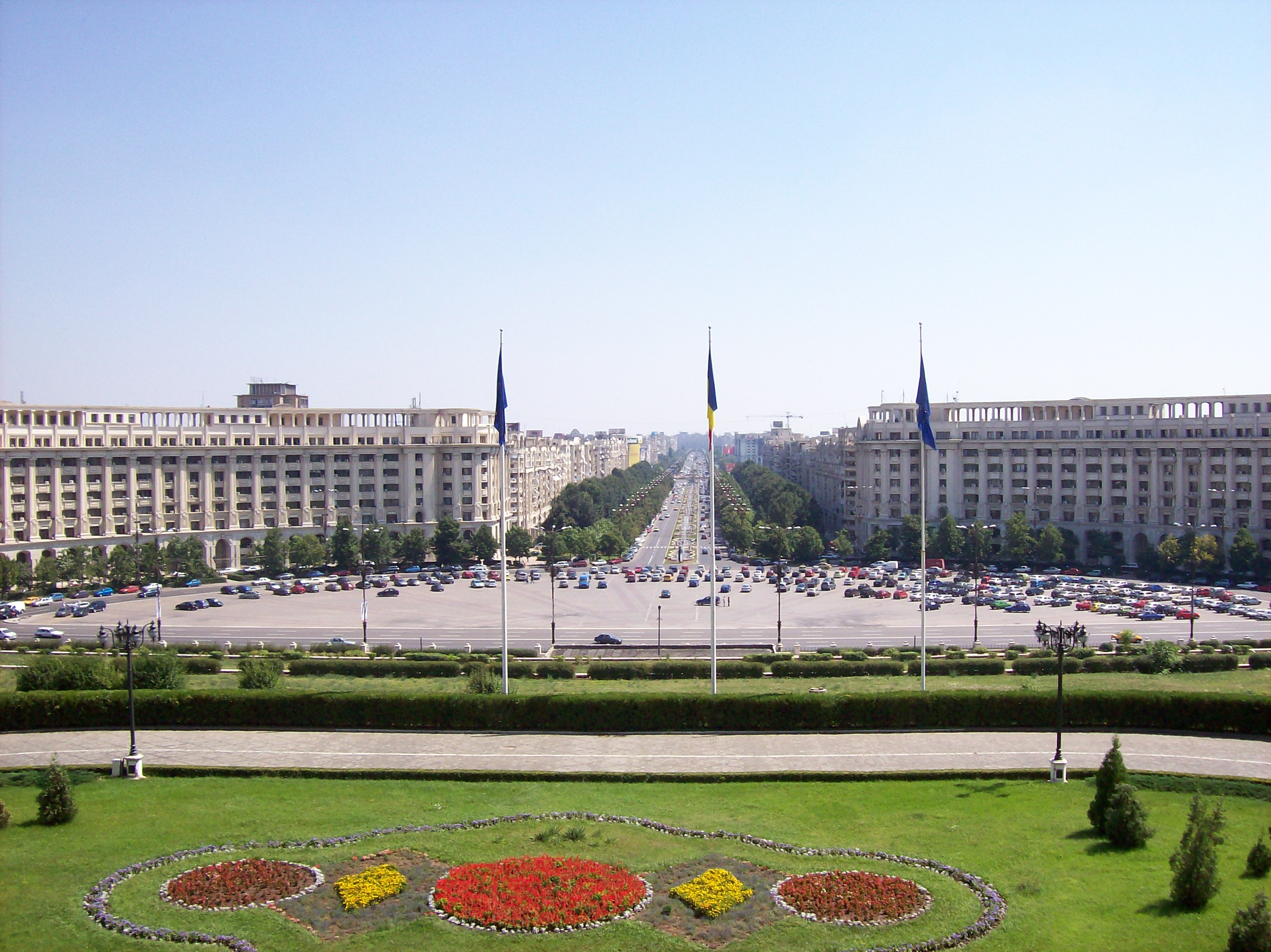
Centrul Civic, a Bucarest

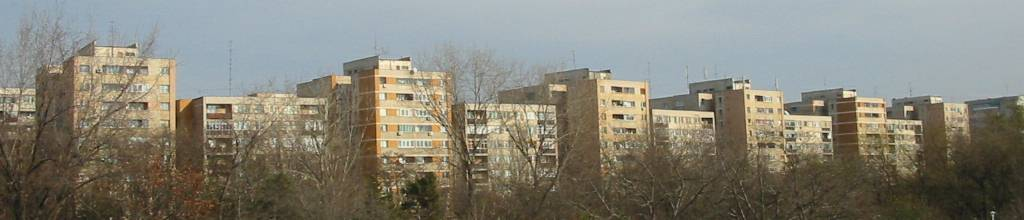
L'horitzó de moltes ciutats va passar a estar dominat per blocs d'apartaments estandarditzats, com aquesta fila a Bucarest

El nacionalisme, que caracteritzava l'última etapa del comunisme romanès, no s'estendria a l'arquitectura romanesa contemporània. La sistematització romanesa va ser el programa de planificació urbana dut a terme sota el règim comunista de Nicolae Ceauşescu (r. 1965–1989), després de la seva visita de 1971 a Corea del Nord i la Xina. Va forçar projectes, dissenyats amb una arquitectura de tecnologia prefabricada, que van donar lloc a la construcció de barris de dormitoris d'alta densitat, amb enormes blocs d'habitatges de nombrosos edificis de vuit a deu pisos que allotjaven els paisatges urbans del districte central. El ràpid creixement urbà no va respectar ni els valors rurals tradicionals ni una ètica positiva de l'urbanisme.
Les àrees centrals urbanes tradicionals i les ciutats rurals van ser destruïdes en un procés anomenat sarcàsticament Ceaușima. Van ser substituïts per conglomerats de blocs i projectes industrials. Els seus edificis del "complex alimentari" (Circ al foamei), batejats com els circs de la fam, eren edificis de gran cúpula idèntics destinats a mercats de productes i hipermercats d'aliments. Ceauşescu també va imposar l'erecció d'edificis públics monumentals, d'una solemnitat clàssica avorrida i eclèctica.
L'exemple dominant de la intrusió de l'egoisme de Ceaușima en el teixit urbà tradicional és el Centrul Civic (centre cívic) de la capital, amb el seu grandiós i enorme palau governamental construït per Nicolae Ceauşescu, el "Palau del Poble" que ara es va rebatejar després de la revolució. el Palau del Parlament. La construcció del districte cívic va requerir la demolició de gran part del sud de Bucarest més enllà del riu Dâmboviţa, amb barris dels segles xviii i xix i les seves importants obres mestres arquitectòniques destruïdes. El palau governamental dominant és l'edifici civil més gran del món amb una funció administrativa, l'edifici administratiu més car i l'edifici més pesant. Aquest i altres edificis del Centrul Civic són moderns edificis de formigó darrere de façanes de marbre quasi feixistes neoclàssiques.

## Segle XXI

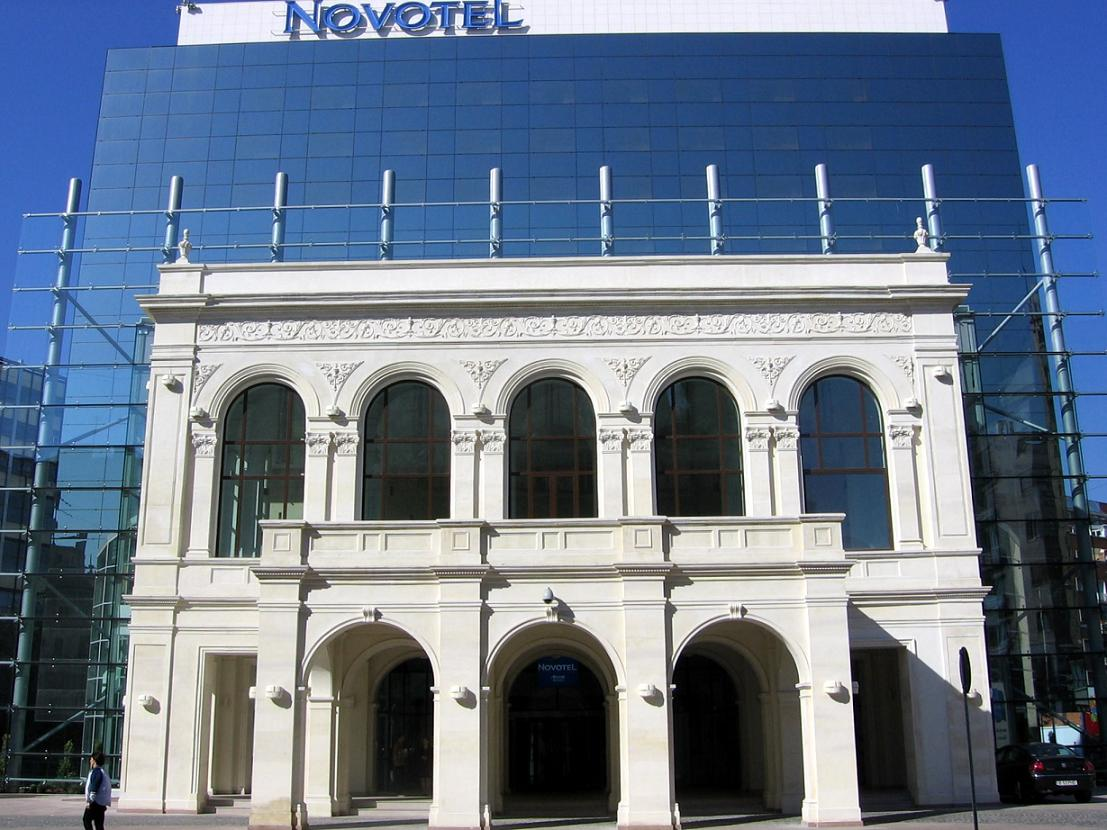
Façanes neoclàssiques i contemporànies de l'hotel, amb porta-cochère.

La revolució romanesa del 1989 va derrocar Nicolae Ceauşescu i el domini comunista. La cultura romanesa de la post-revolució ha desenvolupat, en arquitectura i planificació, nous conceptes i plans per a les necessitats de funcionalitat i estètica nacionals del país en un context internacional. Molts edificis moderns del segle XXI són majoritàriament de vidre i acer. Una altra de les tendències és afegir ales i façanes modernes a edificis històrics (per exemple, l'edifici de la seu de la Unió d'Arquitectes Romanesos).
Alguns exemples d'arquitectura postcomunista inclouen: Plaça Financera de Bucharest, Arena Națională, City Gate Towers, Bucharest Tower Centre. Els edificis residencials de gran alçada moderns inclouen els jardins Asmita.